# 孔贝尔容
孔贝尔容（法語：Comberjon，法語發音：[kɔ̃bɛʁʒɔ̃]）是法国上索恩省的一个市镇，属于沃苏勒区。

## 地理
孔贝尔容（47°38'51"N, 6°12'4"E）面积3.57 平方千米，位于法国勃艮第-弗朗什-孔泰大區上索恩省，该省份为法国东部内陆省份，北起顺时针与孚日省、贝尔福地区省、杜省、汝拉省、科多尔省和上马恩省接壤。
与孔贝尔容接壤的市镇（或旧市镇、城区）包括：科隆比耶、库勒翁、弗罗泰莱沃苏勒、蒙塞。

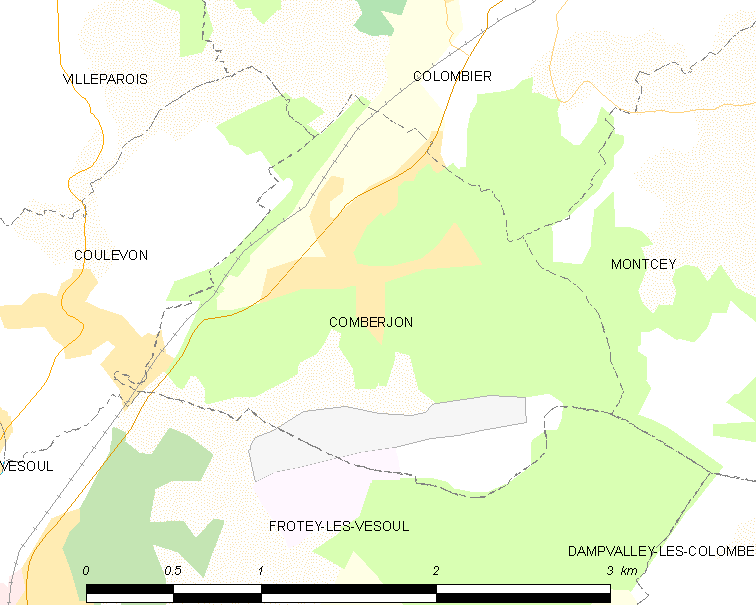
孔贝尔容的OSM定位图

孔贝尔容的时区为UTC+01:00、UTC+02:00（夏令时）。

## 行政
孔贝尔容的邮政编码为70000，INSEE市镇编码为70166。

## 政治
孔贝尔容所属的省级选区为沃苏勒第二县。

## 人口

1962-2008年间孔贝尔容人口变化图示

孔贝尔容于2022年1月1日时的人口数量为144人。